# Majka (Rapper)
Péter Majoros (* 5. August 1979 in Ózd, Ungarn), bekannt als Majka, ist ein ungarischer Rapper, Songwriter und TV-Moderator. Auf nationaler Ebene bekannt wurde er erstmals im Jahr 2002 als Kandidat der Reality-Show Való Világ, später begann er als Moderator des ungarischen Fernsehsenders RTL Klub zu moderieren.  Er setzte seine Karriere als Moderator von Fernsehshows fort und produzierte sein erstes Rap-Album zusammen mit dem etablierten ungarischen Rapper „Dopeman“. Seitdem hat er mehrere weitere Alben und Mixtapes produziert.
Über Ungarn hinaus bekannt wurde Majka im Januar 2025 mit einem auf Youtube veröffentlichten regierungskritischen Musikvideo, das innerhalb weniger Tage 4,5 Millionen Mal abgerufen wurde und in der Folge die Charts der meist aufgerufenen Videos in Ungarn und Österreich anführte. Das Video zu dem Lied Csurran, cseppen (übersetzt: „Es [das Geld] rinnt, es tropft“) handelt – in Anspielung auf den ungarischen Ministerpräsidenten Viktor Orbán – von einem Ministerpräsidenten eines fiktiven Landes „Bindschistan“, der nach der Verabreichung eines Wahrheitsserums über Korruption, Geldgier und Volksverdummung aussagt. Nach der Veröffentlichung des Videos wurde Majka von der Fidesz nahestehenden Akteuren verbal angegriffen. Er erklärte in Reaktion darauf, er wolle sich keiner politischen Seite anschließen, sondern stehe generell Eliten kritisch gegenüber.

## Privatleben
Majka ist seit 2021 verheiratet. Seine Frau ist das ungarische Model Hajnalka Majoros (geb. Hornyák, auch bekannt als Dundika). Sie haben 2 Söhne. 